# Вишна Јаблонка
Вишна Јаблонка (слч. Vyšná Jablonka) насељено је мјесто са административним статусом сеоске општине (слч. obec) у округу Хумење, у Прешовском крају, Словачка Република.

## Становништво
| Година:    | 1994. | 2004.    | 2014.    | 2024.   |
| ---------- | ----- | -------- | -------- | ------- |
| Број људи: | 108   | 74       | 57       | 52      |
| Разлика:   |       | -31,48 % | -22,97 % | -8,77 % |

| Година:    | 2023. | 2024. |
| ---------- | ----- | ----- |
| Број људи: | 52    | 52    |
| Разлика:   |       | +0 %  |

Према подацима о броју становника из 2024. године насеље је имало 52 становника.